# Horní Lomná
Horní Lomná (en polonais : Łomna Górna ; en allemand : Ober Lomna) est une commune du district de Frýdek-Místek, dans la région de Moravie-Silésie, en République tchèque. Sa population s'élevait à 374 habitants en 2021.

## Géographie
Horní Lomná se trouve à la frontière slovaque, à 26 km au sud-est de Frýdek-Místek, à 43 km au sud-sud-est d'Ostrava et à 308 km à l'est-sud-est de Prague.
Horní Lomná est situé dans les monts Beskides de Moravie-Silésie, dans la haute vallée de la rivière Lomná, qui prend sa source dans le village à la confluence de plusieurs ruisseaux. Le village se trouve dans la zone naturelle protégée des Beskides. Il est entouré par plusieurs sommets : Velký Polom (1 067 m) au sud-est, Malý Polom (1 060 m) au sud-ouest, Slavíč (1 054 m) au nord-ouest, et Mionší vrch (883 m) et Velká polana (893 m) au nord-est.
La commune est limitée par Dolní Lomná au nord et à l'est, par la Slovaquie au sud et par Morávka à l'ouest.

## Histoire
La première mention écrite du village date de 1690.

## Galerie

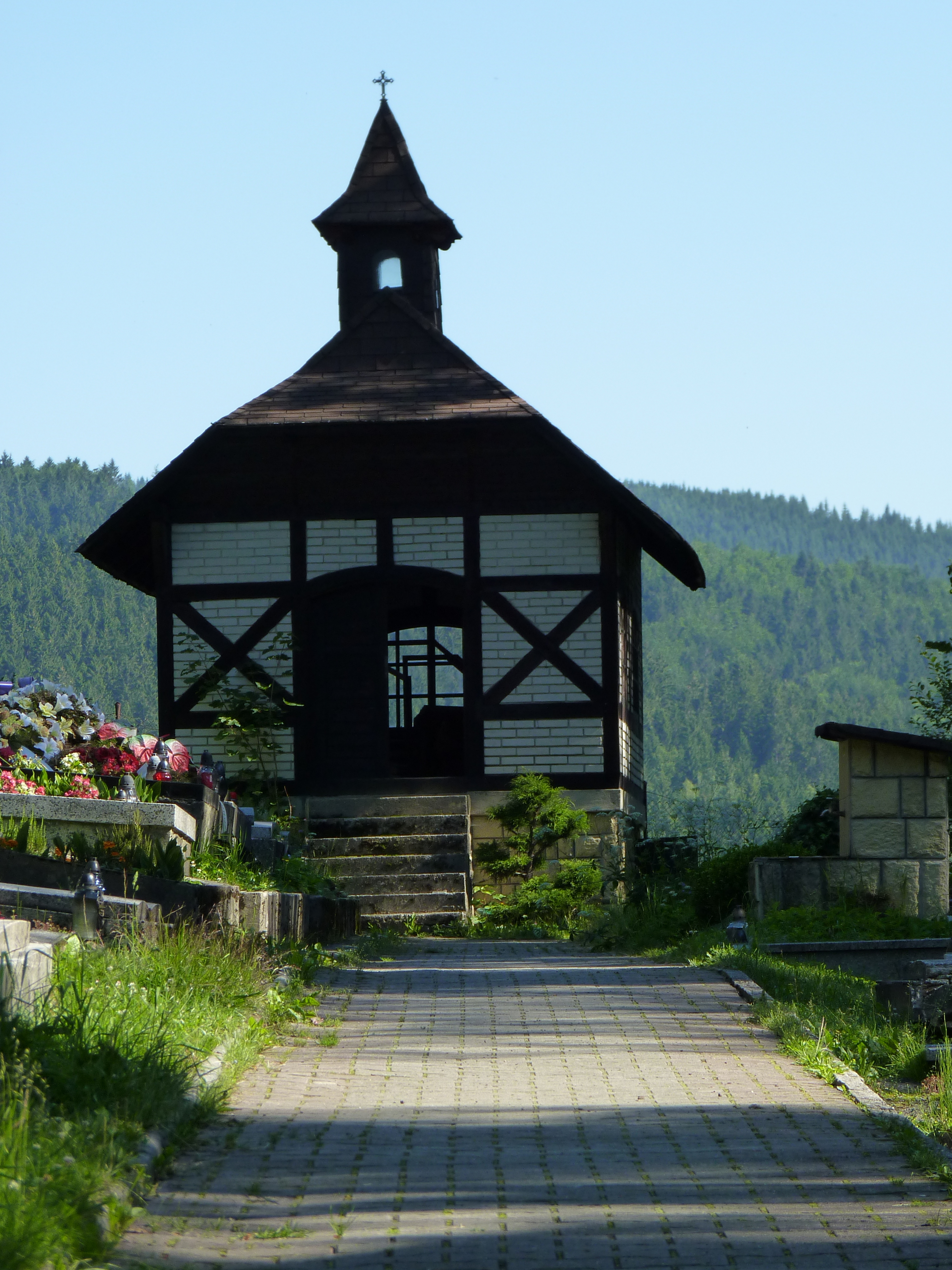
Chapelle.
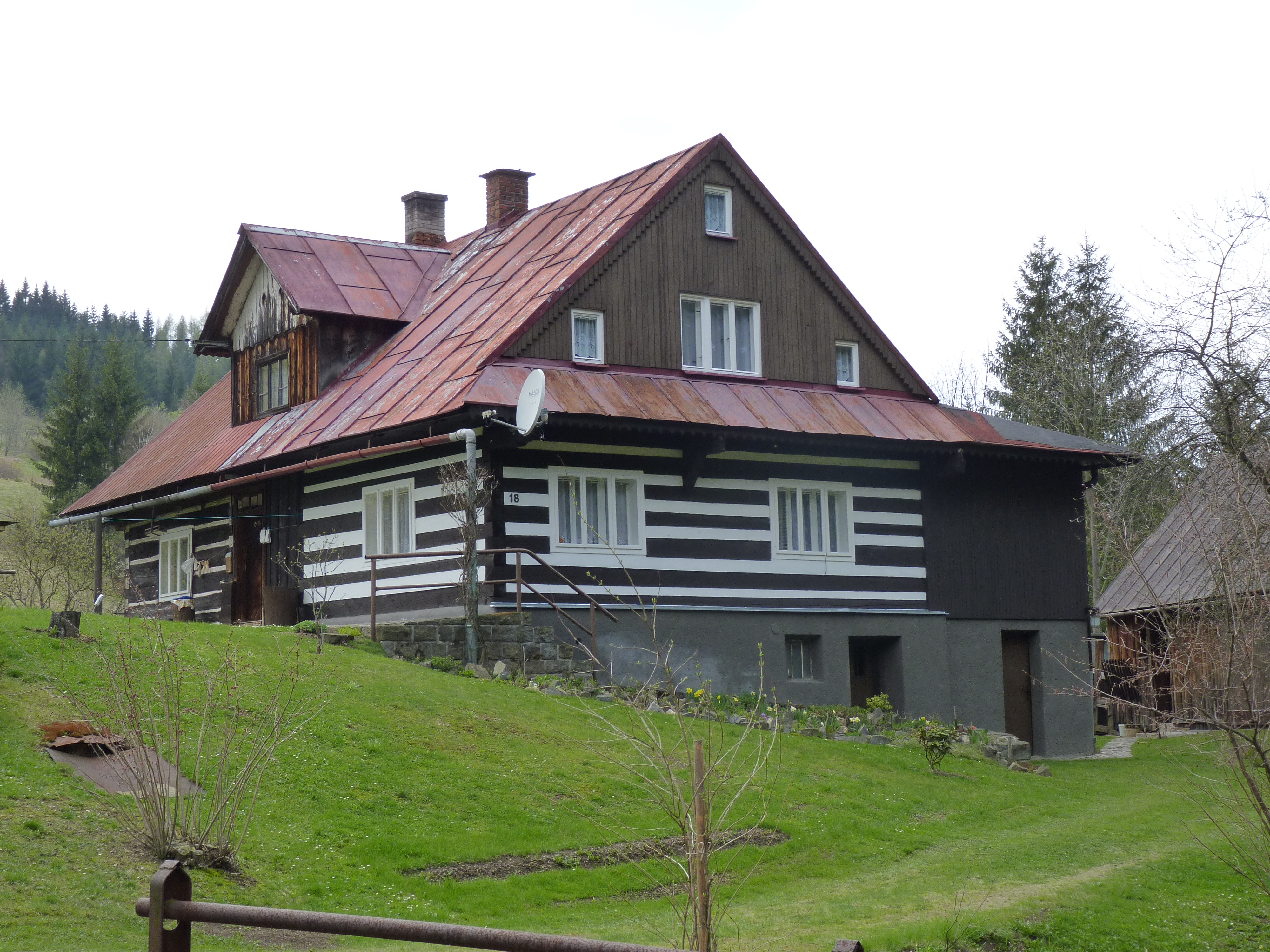
Architecture traditionnelle.
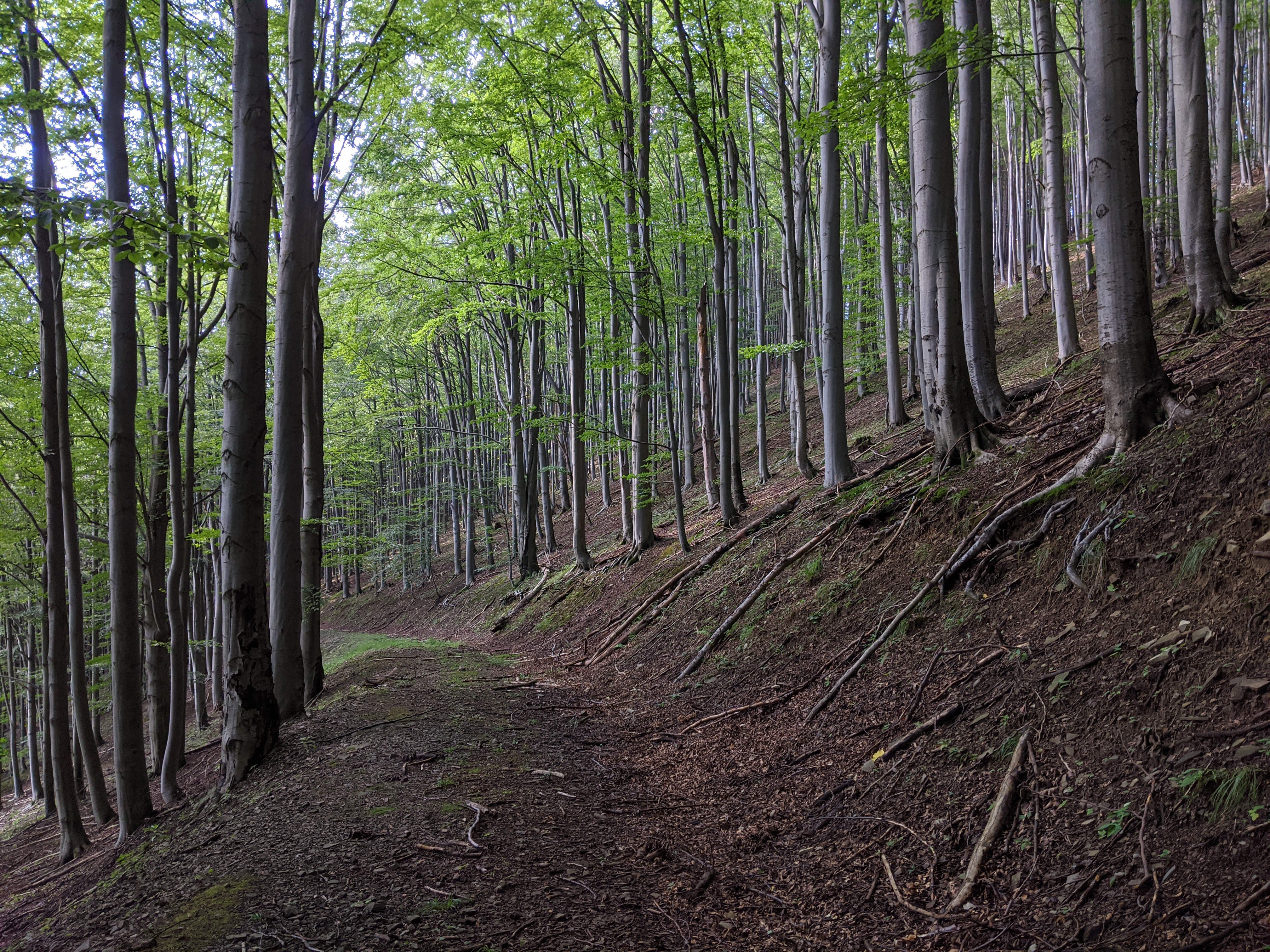
Réserve naturelle d'Uplaz.

## Transports
Par la route, Horní Lomná se trouve à 27 km de Třinec, à 51 km de Frýdek-Místek, à 72 km d'Ostrava et à 402 km de Prague.